# Concorso di bellezza
Un concorso di bellezza è una competizione basata principalmente, sebbene non sempre del tutto, su un giudizio sulla bellezza fisica dei partecipanti. In alcuni casi i criteri di giudizio utilizzati possono essere altri, tra i quali la personalità, dimostrazioni di talento e risposte alle domande che vengono poste.
Esistono concorsi di bellezza destinati alle donne ed altri destinati agli uomini, e generalmente sono gestiti separatamente. Data la composizione di genere di molti potenziali spettatori, i concorsi di bellezza maschili sono molto meno numerosi di quelli riservati alle donne, e spesso pongono l'accento sul fisico dei partecipanti, più che sulla loro bellezza complessiva.
Nei concorsi di bellezza riservati a partecipanti di sesso femminile, le vincitrici vengono spesso nominate "reginette di bellezza".

## Storia dei concorsi di bellezza
In Europa, è una tradizione antica scegliere i "re" e le "regine" simbolici in occasione di varie festività, come durante la festa dei lavoratori, in cui i vincitori rappresentano le virtù della nazione o altri principi astratti. Il primo concorso moderno negli Stati Uniti risale al 1854 e fu presentato da Phineas Taylor Barnum, ma il concorso fu poi annullato dopo proteste popolari; Barnum in precedenza aveva già presentato gare per cani, bambini e uccelli. In seguito molte riviste organizzarono concorsi di bellezza, pubblicando le fotografie delle varie concorrenti. Nel 1880 si svolse il primo concorso di bellezza su una spiaggia, come parte della promozione di Rehoboth Beach, Delaware. Da quel momento, i concorsi sulle spiagge iniziarono a diventare piuttosto frequenti e trovarono il loro apice nelle gare che si svolgevano ad Atlantic City nel New Jersey (“Fall Frolic”) e a Galveston in Texas ("Splash Day"), dove i concorsi attiravano ragazze provenienti anche da città molto lontane.
Le origini degli attuali concorsi di bellezza vanno ricercate in Miss America, che si svolse per la prima volta ad Atlantic City nel 1921. La fase preliminare del concorso contemplava anche una sfilata in abiti da sera, numeri musicali e una giuria. Il concorso assunse la forma attuale soltanto in prossimità della seconda guerra mondiale, quando alle neo elette reginette di bellezza fu chiesto dapprima d'intrattenere le truppe impegnate al fronte poi di fare promozione a eventi e prodotti. Solo nel 1958 fu permesso alle partecipanti di sfilare indossando il "bikini", ideato nel 1946, perché giudicato, fino a quel momento, scandaloso.
Altri prestigiosi concorsi di bellezza sono Miss Mondo (istituito nel 1951 da Eric Morley), Miss Universo (istituito nel 1952), Miss International (istituito nel 1960), Miss Terra (istituito nel 2001), Miss Supranational (istituito nel 2009) e Miss Grand International (istituito nel 2013). Tali concorsi sono considerati i principali concorsi di bellezza a livello internazionale, tanto da essere chiamati "The Grand Slam Pageants". Esistono tuttavia altri concorsi internazionali come Miss Intercontinental e Miss Tourism Queen, che seppure meno prestigiosi attirano ogni anno centinaia di concorrenti.

## Critiche

### Nei concorsi femminili
Le critiche che ruotano intorno ai concorsi di bellezza generalmente puntualizzano il fatto che questi tipi di eventi rinforzano l'idea che le donne vengano valutate principalmente in base alla loro avvenenza, ponendo sulla società la pressione che le donne devono essere "bellissime", facendo quindi arricchire l'industria della moda, della cosmetica e della chirurgia estetica. Inoltre il modello femminile dei concorsi di bellezza incoraggia le donne a sottoporsi a rischiose diete che possono persino danneggiarle.

## Vincitrici dei principali concorsi di bellezza
La nazione ha vinto più di un titolo nello stesso anno.
| Anno | Miss Universo                 | Miss Mondo                        | Miss International          | Miss Terra                     | Miss Supranational      | Miss Grand International            |
| ---- | ----------------------------- | --------------------------------- | --------------------------- | ------------------------------ | ----------------------- | ----------------------------------- |
| 2024 | Victoria Kjær Theilvig        | TBA                               | Huỳnh Thị Thanh Thủy        | Jessica Lane                   | Harashta Haifa Zahra    | Rachel Gupta                        |
| 2023 | Sheynnis Palacios             | Krystyna Pyszková                 | Andrea Rubio                | Drita Ziri                     | Andrea Aguilera         | Luciana Fuster                      |
| 2022 | R'Bonney Gabriel              | Karolina Bielawska                | Jasmin Selberg              | Mina Sue Choi                  | Lalela Mswane           | Isabella Menin                      |
| 2021 | Harnaaz Sandhu                | Cancellata per COVID-19           | Cancellata per COVID-19     | Destiny Wagner                 | Chanique Rabe           | Nguyễn Thúc Thùy Tiên               |
| 2020 | Andrea Meza                   | Cancellata per COVID-19           | Cancellata per COVID-19     | Lindsey Coffey                 | Cancellata per COVID-19 | Abena Appiah                        |
| 2019 | Zozibini Tunzi                | Toni-Ann Singh                    | Sireethorn Leearamwat       | Nellys Pimentel                | Anntonia Porsild        | Valentina Figuera                   |
| 2018 | Catriona Gray                 | Vanessa Ponce                     | Mariem Velazco              | Nguyen Phuong Khanh            | Valeria Vazquez Latorre | Clara Sosa                          |
| 2017 | Demi-Leigh Nel-Peters         | Manushi Chhillar                  | Kevin Lilliana              | Karen Ibasco                   | Jenny Kim               | María José Lora                     |
| 2016 | Iris Mittenaere               | Stephanie Del Valle               | Kylie Verzosa               | Katherine Espin                | Srindhi Ramesh Shetty   | Ariska Putri Pertiwi                |
| 2015 | Pia Alonzo Wurtzbach          | Mireia Lalaguna                   | Edymar Martínez             | Angelia Ong                    | Stephania Stegman       | Anea Garcia (detronizzata)          |
| 2015 | Pia Alonzo Wurtzbach          | Mireia Lalaguna                   | Edymar Martínez             | Angelia Ong                    | Stephania Stegman       | Claire Elizabeth Parker (sostituta) |
| 2014 | Paulina Vega                  | Rolene Strauss                    | Valerie Hernández           | Jamie Herrell                  | Asha Bhat               | Lees Garcia                         |
| 2013 | Gabriela Isler                | Megan Young                       | Bea Rose Santiago           | Alyz Henrich                   | Mutya Johanna Datul     | Janelee Chaparro                    |
| 2012 | Olivia Culpo                  | Yu Wenxia                         | Ikumi Yoshimatsu            | Tereza Fajksová                | Ekaterina Buraya        |                                     |
| 2011 | Leila Lopes                   | Ivian Sarcos                      | Fernanda Cornejo            | Olga Álava                     | Monika Lewczuk          |                                     |
| 2010 | Jimena Navarrete              | Alexandria Mills                  | Elizabeth Mosquera          | Nicole Faria                   | Karina Pinilla          |                                     |
| 2009 | Stefanía Fernández            | Kaiane Aldorino                   | Anagabriela Espinoza        | Larissa Ramos                  | Oksana Moria            |                                     |
| 2008 | Dayana Mendoza                | Ksenia Sukhinova                  | Alejandra Andreu            | Karla Henry                    |                         |                                     |
| 2007 | Riyo Mori                     | Zhang Zilin                       | Priscila Perales            | Jessica Trisko                 |                         |                                     |
| 2006 | Zuleyka Rivera                | Taťána Kuchařová                  | Daniela Di Giacomo          | Hil Hernández                  |                         |                                     |
| 2005 | Natalie Glebova               | Unnur Birna Vilhjálmsdóttir       | Precious Quigaman           | Alexandra Braun                |                         |                                     |
| 2004 | Jennifer Hawkins              | María Julia Mantilla              | Jeymmy Vargas               | Priscilla Meirelles            |                         |                                     |
| 2003 | Amelia Vega                   | Rosanna Davison                   | Goizeder Azúa               | Dania Prince                   |                         |                                     |
| 2002 | Oxana Fedorova (detronizzata) | Azra Akın                         | Christina Sawaya            | Džejla Glavović (detronizzata) |                         |                                     |
| 2002 | Justine Pasek (sostituta)     | Azra Akın                         | Christina Sawaya            | Winfred Omwakwe (sostituta)    |                         |                                     |
| 2001 | Denise Quiñones               | Agbani Darego                     | Małgorzata Rożniecka        | Catharina Svensson             |                         |                                     |
| 2000 | Lara Dutta                    | Priyanka Chopra                   | Vivian Inés Urdaneta Rincón | —                              |                         |                                     |
| 1999 | Mpule Kwelagobe               | Yukta Mookhey                     | Paulina Gálvez              | —                              |                         |                                     |
| 1998 | Wendy Fitzwilliam             | Linor Abargil                     | Lía Borrero                 | —                              |                         |                                     |
| 1997 | Brook Lee                     | Diana Hayden                      | Consuelo Adler              | —                              |                         |                                     |
| 1996 | Alicia Machado                | Irene Skliva                      | Fernanda Alves              | —                              |                         |                                     |
| 1995 | Chelsi Smith                  | Jacqueline Aguilera Marcano       | Anne Lena Hansen            | —                              |                         |                                     |
| 1994 | Sushmita Sen                  | Aishwarya Rai                     | Christina Lekka             | —                              |                         |                                     |
| 1993 | Dayanara Torres               | Lisa Hanna                        | Agnieszka Pachałko          | —                              |                         |                                     |
| 1992 | Michelle McLean               | Julia Kourotchkina                | Kirsten Marise Davidson     | —                              |                         |                                     |
| 1991 | Lupita Jones                  | Ninibeth Leal                     | Agnieszka Kotlarska         | —                              |                         |                                     |
| 1990 | Mona Grudt                    | Gina Tolleson                     | Silvia de Esteban           | —                              |                         |                                     |
| 1989 | Angela Visser                 | Aneta Kręglicka                   | Iris Klein                  | —                              |                         |                                     |
| 1988 | Porntip Nakhirunkanok         | Linda Pétursdóttir                | Catherine Alexandra Gude    | —                              |                         |                                     |
| 1987 | Cecilia Bolocco               | Ulla Weigerstorfer                | Laurie Tamara Simpson       | —                              |                         |                                     |
| 1986 | Bárbara Palacios              | Giselle Laronde                   | Helen Fairbrother           | —                              |                         |                                     |
| 1985 | Deborah Carthy-Deu            | Hólmfríður Karlsdóttir            | Nina Sicilia                | —                              |                         |                                     |
| 1984 | Yvonne Ryding                 | Astrid Carolina Herrera Irrazábal | Ilma Urrutia                | —                              |                         |                                     |
| 1983 | Lorraine Downes               | Sarah-Jane Hutt                   | Gidget Sandoval             | —                              |                         |                                     |
| 1982 | Karen Dianne Baldwin          | Mariasela Álvarez                 | Christie Claridge           | —                              |                         |                                     |
| 1981 | Irene Sáez                    | Pilín León                        | Jenny Derek                 | —                              |                         |                                     |
| 1980 | Shawn Weatherly               | Gabriella Brum (detronizzata)     | Lorna Chávez                | —                              |                         |                                     |
| 1980 | Shawn Weatherly               | Kimberley Santos (sostituta)      | Lorna Chávez                | —                              |                         |                                     |
| 1979 | Maritza Sayalero              | Gina Swainson                     | Melanie Marquez             | —                              |                         |                                     |
| 1978 | Margaret Gardiner             | Silvana Súarez                    | Katherine Ruth              | —                              |                         |                                     |
| 1977 | Janelle Commissiong           | Mary Stävin                       | Pilar Medina Canadell       | —                              |                         |                                     |
| 1976 | Rina Messinger                | Cindy Breakspeare                 | Sophie Sonia Perin          | —                              |                         |                                     |
| 1975 | Anne Marie Pohtamo            | Wilnelia Merced                   | Lidija Manić                | —                              |                         |                                     |
| 1974 | Amparo Muñoz                  | Helen Morgan (detronizzata)       | Karen Brucene Smith         | —                              |                         |                                     |
| 1974 | Amparo Muñoz                  | Anneline Kriel (sostituta)        | Karen Brucene Smith         | —                              |                         |                                     |
| 1973 | Margarita Moran               | Marjorie Wallace                  | Tuula Bjorkling             | —                              |                         |                                     |
| 1972 | Kerry Anne Wells              | Belinda Green                     | Linda Hooks                 | —                              |                         |                                     |
| 1971 | Georgina Rizk                 | Lucia Tavares Petterle            | Jane Cheryl Hansen          | —                              |                         |                                     |
| 1970 | Marisol Malaret               | Jennifer Hosten                   | Aurora McKenny Pijuan       | —                              |                         |                                     |
| 1969 | Gloria Diaz                   | Eva Rueber-Staier                 | Valerie Holmes              | —                              |                         |                                     |
| 1968 | Martha Vasconcellos           | Penelope Plummer                  | Maria da Gloria Carvalho    | —                              |                         |                                     |
| 1967 | Sylvia Hitchcock              | Madeleine Hartog Bell             | Mirta Massa                 | —                              |                         |                                     |
| 1966 | Margareta Arvidsson           | Reita Faria                       | —                           | —                              |                         |                                     |
| 1965 | Apasra Hongsakula             | Lesley Langley                    | Ingrid Finger               | —                              |                         |                                     |
| 1964 | Corinna Tsopei                | Ann Sydney                        | Gemma Cruz                  | —                              |                         |                                     |
| 1963 | Iêda Maria Vargas             | Carole Joan Crawford              | Guðrún Bjarnadóttir         | —                              |                         |                                     |
| 1962 | Norma Nolan                   | Catharina Lodders                 | Tania Verstak               | —                              |                         |                                     |
| 1961 | Marlene Schmidt               | Rosemarie Frankland               | Stam van Baer               | —                              |                         |                                     |
| 1960 | Linda Bement                  | Norma Cappagli                    | Stella Márquez              | —                              |                         |                                     |
| 1959 | Akiko Kojima                  | Corine Rottschäfer                | —                           | —                              |                         |                                     |
| 1958 | Luz Marina Zuluaga            | Penelope Anne Coelen              | —                           | —                              |                         |                                     |
| 1957 | Gladys Zender                 | Marita Lindahl                    | —                           | —                              |                         |                                     |
| 1956 | Carol Morris                  | Petra Schürmann                   | —                           | —                              |                         |                                     |
| 1955 | Hillevi Rombin                | Susana Duijm                      | —                           | —                              |                         |                                     |
| 1954 | Miriam Stevenson              | Antigone Costanda                 | —                           | —                              |                         |                                     |
| 1953 | Christiane Martel             | Denise Perrier                    | —                           | —                              |                         |                                     |
| 1952 | Armi Kuusela                  | May Louise Flodin                 | —                           | —                              |                         |                                     |
| 1951 | —                             | Kiki Håkansson                    | —                           | —                              |                         |                                     |

## Vittorie per nazione
| Nazione/territorio | Titoli | Miss Universo | Miss Mondo | Miss International | Miss Terra | Miss Supranational | Miss Grand International |
| ------------------ | ------ | ------------- | ---------- | ------------------ | ---------- | ------------------ | ------------------------ |
| Venezuela          | 24     | 7             | 6          | 8                  | 2          |                    | 1                        |
| Filippine          | 16     | 4             | 1          | 6                  | 4          | 1                  |                          |
| Stati Uniti        | 15     | 7             | 3          | 3                  | 1          |                    | 1                        |
| Porto Rico         | 12     | 5             | 2          | 2                  | 1          | 1                  | 1                        |
| India              | 12     | 3             | 6          |                    | 1          | 2                  |                          |
| Australia          | 8      | 2             | 2          | 3                  |            |                    | 1                        |
| Regno Unito        | 7      |               | 5          | 2                  |            |                    |                          |
| Svezia             | 6      | 3             | 3          |                    |            |                    |                          |
| Sudafrica          | 6      | 3             | 3          |                    |            |                    |                          |
| Messico            | 6      | 3             | 1          | 2                  |            |                    |                          |
| Brasile            | 6      | 2             | 1          | 1                  | 2          |                    |                          |
| Polonia            | 6      |               | 2          | 3                  |            | 1                  |                          |
| Finlandia          | 4      | 2             | 1          | 1                  |            |                    |                          |
| Francia            | 4      | 2             | 1          | 1                  |            |                    |                          |
| Argentina          | 4      | 1             | 2          | 1                  |            |                    |                          |
| Germania           | 4      | 1             | 2          | 1                  |            |                    |                          |
| Paesi Bassi        | 4      | 1             | 2          | 1                  |            |                    |                          |
| Colombia           | 4      | 2             |            | 3                  |            |                    |                          |
| Spagna             | 4      | 1             |            | 3                  |            |                    |                          |
| Thailandia         | 4      | 2             |            | 1                  |            | 1                  |                          |
| Islanda            | 4      |               | 3          | 1                  |            |                    |                          |
| Perù               | 4      | 1             | 2          |                    |            |                    | 1                        |